# Миљанa Драшковић
Миљанa Драшковић (Ужице, 1959) je српска сликарка.

## Биографија
Рођена је 1959. године у Ужицу. Завршила је Вишу економску школу у Београду и студирала је на Филозофском факултету Универзитета у Београду. Члан је Удружења ликовних уметника Србије од 1996, а у статусу слободног уметника је од 1999. године. Реализовала је четрдесетак самосталних и више од триста колективних изложби. Излагала је 28. маја 2015. у Музеју на отвореном „Старо село” у Сирогојну. Учесник је бројних колонија међу којима је и ликовна колонија „Мина Вукомановић Караџић”. Радове је излагала на Међународном бијеналу уметности минијатуре.